# Site archéologique de Pyla-Kokkinokremos
Le site archéologique de Pyla-Kokkinokremos (en grec : Πύλα-Κοκκινόκρεμος, la « falaise rouge ») est un site de l'Âge du Bronze récent situé à Chypre, dans le bassin oriental de la Méditerranée. 
Découvert au milieu du XXe siècle, le site continue d'être fouillé au milieu des années 2010.
Bien que le site ait été occupé pendant une période relativement courte, il offre un aperçu sur une époque marquée par des bouleversements majeurs dans le bassin méditerranéen. Le site est daté d'une « époque très importante pour l'histoire de Chypre et l'expansion achéenne en Méditerranée orientale » selon l'archéologue Vásos Karagiórgis.

## Localisation
Le site est situé dans la région du district de Larnaca, sur la côte orientale de l'île près du village de Pyla. Pyla-Kokkinokremos, d'une superficie d'environ 7 ha, se trouve sur un plateau, à environ 10 km à l'est de la ville de Larnaca (Kition dans l'Antiquité) et à environ 20 km au sud-ouest d'Enkomi, deux sites majeurs de l'Âge du Bronze à Chypre. Le site archéologique est situé à 60 m du niveau de la mer, dans une plaine marécageuse. Le site est propice à la défense et évite une construction de « fortifications massives ».

## Histoire
Le site archéologique de Pyla-Kokkinokremos est proche des sites de Kition et Enkomi, datés du XIIIe et du XIIe siècle avant J.-C. L'occupation n'aurait duré qu'environ un demi-siècle. Un groupe de la population aurait pu venir de Crète selon Karageorghis à la suite de la découverte de céramique minoenne. La population était « nombreuse et prospère ».
L'occupation du site se situe à la fin de l'Âge du Bronze récent, au moment de l'effondrement des grandes civilisations du bassin méditerranéen, vers la fin du 13e et au début du 12e siècle avant J.-C. Ce phénomène, connu sous le nom d'« effondrement de l'Âge du Bronze », a vu la chute de nombreux royaumes et villes prospères, et l'instabilité qui en a résulté a conduit à des changements dans les circuits commerciaux et culturels. Le site a sans doute été occupé par « une communauté nombreuse ».
Le site a été abandonné brusquement et non réoccupé par la suite, les habitants étant partie à Kition qui est occupée jusqu'à la fin du XIe siècle avant J.-C. ou ayant été tués ou réduits en esclavage, ce qui permet de qualifier Pyla-Kokkinokremos de site-clé pour l'étude de cette époque de transition ou même de « capsule temporelle » de la fin de l'Âge du Bronze permettant de mieux comprendre cette période de transition brusque, caractérisée par des migrations, des conflits et un déclin.

## Découverte et fouilles
Le site est reconnu lors de fouilles menées par Porphyrios Dikaios en 1952 sur « une très petite surface »,, puis fouillé à nouveau par Vásos Karagiórgis en 1981-1982 puis entre 2010 et 2013 par Vásos Karagiórgis et Athanasia Kanta. Depuis 2014, les fouilles se poursuivent grâce à un partenariat entre Joachim Bretschneider, de l'Université de Gand, Jan Driessen de l'UCLouvain et Athanasia Kanta  de la Société archéologique méditerranéenne.
Les fouilles ont livré un cratère datable du Minoen récent III orné d'une pieuvre stylisée sur ses faces,. Outre des trésors de métaux, les fouilles ont révélé des tablettes inscrites en chypro-minoen et une hache de bronze portant les mêmes signes, un système d'écriture utilisé sur l'île  à la fin de l'âge du bronze (vers 1550-1050 av. J.-C.). En outre, des céramiques de diverses régions de la Méditerranée ont été découvertes, incluant des céramiques d'origine minoenne, cananéenne, mycénienne, sarde et hittite, ce qui témoigne de la diversité des échanges culturels et commerciaux de la région. Une découverte d'un cratère avec une scène de char est signalée au début des années 1980, découverte unique hors contexte funéraire. Des vases d'albâtre d'origine égyptienne ont également été retrouvés.
Les fouilles les plus récentes visent à approfondir la compréhension de la diversité culturelle du site, en particulier dans le cadre des débats sur les migrations, les interactions et l'acculturation à la fin du XIIIe et au début du XIIe siècle av. J.-C., période marquée par des bouleversements dans tout le bassin méditerranéen. La brève occupation du site, à ce moment charnière, rend d'autant plus importantes les fouilles.

## Description
Le site semble avoir été un centre fortifié, organisé selon un plan régulier avec des unités d'habitation et des structures destinées au stockage. Ces structures situées derrière le mur fortifié comprenaient lors des fouilles des pithoi. Les jarres devaient stocker de l'eau et d'autres produits liquides. Les éléments retrouvés laissent entrevoir des bâtiments destinés tout à la fois à l'hébergement des habitants et la défense du site.
Les différentes campagnes de fouilles révèlent un site densément occupé, occupant un plateau d'environ 7 ha. Un élément particulièrement intéressant est le bâtiment appelé « enceinte casemate », un mur défensif découvert sur les côtés est et nord-ouest du site, qui a peut-être entouré l'ensemble du plateau rocheux et est considéré comme « unique à Chypre » au début des années 1980. Cet élément était destiné à protéger le site des attaques. Le mur est repéré dès les fouilles de Dikaios. Deux casemates ont été repérées par Karageorghis. Le sol était en pisé ou en chaux.
L'organisation régulière du bâti suggère que l'installation des habitants sur le site correspond à une entreprise planifiée. De plus, la découverte de plusieurs trésors de métaux précieux laisse penser à un abandon du site organisé dans « un moment de grand danger ». Un trésor de bronze a été retrouvé dans une grande cour : il comprenait un lingot, une statuette de personnage, un poids, des outils etc.... Un trésor d'argent comprenant deux lingots et un plat fragmentaire a été retrouvé.